# جوزف پیلاتو
جوزف پیلاتو (انگلیسی: Joseph Pilato؛ ۱۶ مارس ۱۹۴۹ – ۲۴ مارس ۲۰۱۹) هنرپیشه و صداپیشه اهل ایالات متحده آمریکا بود.
از فیلم‌ها یا برنامه‌های تلویزیونی که وی در آن نقش داشته‌است می‌توان به داستان عامه‌پسند، طلوع مردگان، روز مردگان، ارباب آرزوها، و گانگ هو اشاره کرد.